# The Ice Age Adventures of Buck Wild
The Ice Age Adventures of Buck Wild (bra: A Era do Gelo: As Aventuras de Buck; prt: A Idade do Gelo: As Aventuras de Buck Wild) é um filme americano de animação digital do gênero comédia de aventura de 2022 dirigido por John C. Donkin, em sua estreia na direção de longas-metragens, com roteiro de Jim Hecht, Ray DeLaurentis e William Schifrin. Ele serve como um spin-off e sexto filme da franquia A Era do Gelo e é uma sequência de A Era do Gelo: O Big Bang (2016). O filme é estrelado pelas vozes de Simon Pegg (reprisando seu papel como Buck Wild), com Vincent Tong, Aaron Harris, Utkarsh Ambudkar e Justina Machado também estrelando o filme.
Originalmente planejado para ser uma série de televisão, The Ice Age Adventures of Buck Wild foi reconstruído como um longa-metragem. Produzido pela Walt Disney Pictures, foi lançado em 28 de janeiro de 2022, como um filme original do Disney+.
Ele recebeu críticas geralmente negativas dos críticos que criticaram sua substituição de dubladores, falta de foco principal no personagem titular, qualidade da animação, ausência de Scrat e a decisão de fazer o filme sem o envolvimento da Blue Sky Studios. A possibilidade de uma sequência do filme foi discutida pela produtora executiva Lori Forte.

## Elenco
- Simon Pegg como Buckminster "Buck" Wild, uma doninha caolha e caçadora de dinossauros.[3] [4]
- Utkarsh Ambudkar como Orson, um vilão Protoceratops com um cérebro protuberante que quer assumir o controle do Mundo Perdido.[3]
- Justina Machado como Zee, uma zorilla que era ex-membro da equipe de super-heróis de Buck.[3] [5]
- Vincent Tong e Aaron Harris como Crash e Eddie, irmãos gambás brincalhões gêmeos que são os irmãos adotivos de Ellie.[3] [4]
- Dominique Jennings como Ellie, uma mamute-lanoso, esposa de Manny e irmã adotiva de Crash e Eddie.[3] [4]
- Jake Green como Sid: Uma preguiça fundadora do rebanho.[3] [4] No Brasil, Tadeu Mello.[1]
- Sean Kenin Elias-Reyes como Manny, um mamute-lanoso que é o marido de Ellie e o líder do rebanho.[3] [4] No Brasil, Diogo Vilela.[1]
- Skyler Stone como Diego, um tigre dente-de-sabre que é membro do rebanho.[3] [4] No Brasil, Márcio Garcia.[1]

## Produção

### Desenvolvimento
Em julho de 2016, Bustle observou que as chances de um sexto filme da franquia de A Era do Gelo eram relativamente altas, mas dependeria do desempenho de bilheteria do quinto filme.
Em agosto de 2018, o CEO da 20th Century Fox, Stacey Snider, anunciou o desenvolvimento de uma série de televisão centrada no personagem Buck, produzida pela Blue Sky Studios.  Em dezembro de 2020, foi confirmado que o projeto foi redesenvolvido como um filme intitulado Ice Age: Adventures of Buck Wild, centrado em torno de Buck em uma aventura no Mundo Perdido. Foi relatado que Simon Pegg reprisaria seu papel como Buck.
A Blue Sky foi fechada em 10 de abril de 2021 e, consequentemente, muitos de seus futuros projetos foram cancelados. Apesar disso, a produção de Ice Age: Adventures of Buck Wild continuou. Em 14 de janeiro de 2022, o diretor John C. Donkin e a produtora executiva Lori Forte disseram que a Blue Sky nunca esteve envolvida no filme. Isso seria posteriormente confirmado pelos produtores de Ice Age: Scrat Tales, Chris Wedge, Michael Knapp e Anthony Nisl em uma entrevista de abril de 2022 com Paste.
Ao contrário dos filmes anteriores de A Era do Gelo que foram lançados pela 20th Century Fox e produzidos pela 20th Century Animation e a Blue Sky, o filme foi produzido pela Walt Disney Pictures, depois de ser transferido da 20th Century Studios e da 20th Century Animation por razões desconhecidas.

#### Escalação do elenco
Simon Pegg reprisou seu papel como Buck de A Era do Gelo 3: Despertar dos Dinossauros (2009) e A Era do Gelo: O Big Bang (2016), tendo sido confirmado quando o filme foi anunciado. No entanto, ele foi o único ator a retornar dos filmes anteriores, como Ray Romano, John Leguizamo, Denis Leary, Queen Latifah, Seann William Scott e Josh Peck foram substituídos. 

#### Animação
A animação foi terceirizada para a Bardel Entertainment em Vancouver. A Bardel já havia colaborado com a Disney e a 20th Century Animation em Diary of a Wimpy Kid (2021). Cerca de 80 pessoas estiveram envolvidas na criação de The Ice Age Adventures of Buck Wild. Quase toda a produção foi feita remotamente devido a pandemia de COVID-19, o que levou Donkin a nunca ter uma reunião com toda a equipe. Donkin disse: "Era uma equipe bastante enxuta. Mas, ainda assim, todos foram capazes de realmente se concentrar e trabalhar duro em suas casas". Ele também disse que eles terminaram a produção do filme no final de 2020.

## Música
Batu Sener compôs a trilha sonora do filme. Ela foi lançada em 28 de janeiro de 2022, pela Hollywood Records e Walt Disney Records. 

## Lançamento
The Ice Age Adventures of Buck Wild foi lançado em 28 de janeiro de 2022 nos Estados Unidos e no Brasil, como um filme original do Disney+.  Mais tarde, foi lançado no Disney+ de alguns outros países, como Portugal, em 25 de março de 2022.   

## Marketing
Para promover o lançamento internacional do filme, a Disney contratou dois artistas, Joe e Max, para criar arte de rua em 3D baseada nos personagens e designs do filme, visto pela primeira vez em Londres. O evento de um dia, que ocorreu em 22 de março de 2022, será usado posteriormente para parceiros de caridade, incluindo as operações do Reino Unido da Make-A-Wish Foundation.

## Recepção
No site agregador de críticas Rotten Tomatoes, 17% das 35 críticas dos críticos são positivas, com uma classificação média de 3,70/10. No Metacritic, que usa uma média ponderada, atribuiu ao filme uma pontuação de 30 em 100 com base em 5 críticas, indicando "críticas geralmente desfavoráveis".
Courtney Howard, da Variety, deu ao filme uma crítica negativa, dizendo como o foco da história está nos personagens principais dos filmes anteriores de A Era do Gelo, e não apenas no personagem-título. Ela também aponta a problemática representação da deficiência e como a animação é "semelhante a um passe de pré-visualização em estágio avançado", encerrando a crítica dizendo que o filme "deveria ter permanecido no gelo". Natalia Winkleman, do The New York Times, disse que ficou desapontada ao ver o filme substituir quase todos os dubladores e afirmou que de todos os "pecados" do filme, a omissão de Scrat era imperdoável. Dando ao filme um D+, Jesse Hassenger, do The A.V. Club, comparou negativamente com outras sequências diretas em vídeo da Disney, dizendo: “A nova sequência de A Era do Gelo é um pedaço genérico de conteúdo.”.
Mark Kennedy, da Associated Press, deu ao filme 2 de 4 estrelas, escrevendo: "Visualmente e em termos de narrativa, não é um corte acima do que as crianças podem assistir na TV hoje em dia. caminho dos dinossauros, enquanto babamos.". Laura Millar, do The Michigan Daily, escreveu que estava um pouco decepcionada com a mudança de elenco e o "enredo elementar", mas disse que estava mais chateada porque o filme não foi feito para o mesmo público que os filmes anteriores de A Era do Gelo.

## Futuro
O kit promocional do filme menciona outro filme que outro filme de A Era do Gelo está em desenvolvimento, com o roteiro sendo escrito por Ray DeLaurentis. Lori Forte discutiu a possibilidade de uma sequência, dizendo: "Acho que é um pouco prematuro. Esperamos que as pessoas respondam a isso, e isso nos promova para poder fazer outro filme. Se o público quiser, nós temos muitas idéias. Não há fim para idéias e aventuras e personagens, então estamos prontos se eles estiverem prontos.".